# Hidrostatični paradoks
Hídrostátični paradóks (tudi Arhimedov paradóks, Stevinov paradóks ali Pascalov paradóks) je navidez protislovno dejstvo, da je hidrostatični tlak na dnu posode, v kateri je mirujoča nestisljiva kapljevina, odvisen le od višine stolpca kapljevine (globine {\displaystyle z\!\,}), ne pa od oblike posode, oziroma njene prostornine, ali njene teže, oziroma mase:
{\displaystyle {\frac {\partial p}{\partial z}}={\frac {\mathrm {d} p}{\mathrm {d} z}}=-\rho g=-\sigma \!\,,}
kjer je:
- {\displaystyle \rho \!\,} – gostota kapljevine,
- {\displaystyle g\!\,} – težni pospešek,
- {\displaystyle \sigma \!\,} – specifična teža.

Sila {\displaystyle F_{\rm {S}}\!\,} na enako veliko površino dna {\displaystyle S\!\,} je torej v vseh treh primerih na sliki enaka:
{\displaystyle F_{\rm {S}}=p\,S=\rho \,g\,z\,S\!\,,}
Hidrostatični paradoks je odkril in matematično opisal v leta 1586 izdanem delu Načela vodnih uteži (De Beghinselen des Waterwichts) nizozemski matematik, fizik, inženir in izumitelj Simon Stevin.
Glazebrook je leta 1916 omenil hidrostatični paradoks pri opisu priprave, ki jo je pripisal Pascalu: težka utež {\displaystyle w=mg\!\,} leži na mizi s površino {\displaystyle S\!\,} in ta miruje na s kapljevino napolnjeni blazini, povezani z navpično cevjo s površino preseka {\displaystyle S_{1}\!\,}. Če se po cevi nalije voda s težo {\displaystyle w_{1}=m_{1}g\!\,}, bo voda dvignila težko utež. Ravnovesje sil da enačbo:
{\displaystyle m=m_{1}{\frac {S}{S_{1}}}\!\,.}
Glazebrook je dejal: »Če se naredi površina mize dovolj velika, cevka pa s presekom dovolj majhnim, lahko veliko utež {\displaystyle w\!\,} podpira mala vodna utež {\displaystyle w_{1}\!\,}. To dejstvo se včasih opisuje kot hidrostatični paradoks.«